# Lopidium subtrichocladon
Lopidium subtrichocladon là một loài Rêu trong họ Hookeriaceae. Loài này được (Broth.) M. Fleisch. mô tả khoa học đầu tiên năm 1922.